# Angle d'inundació

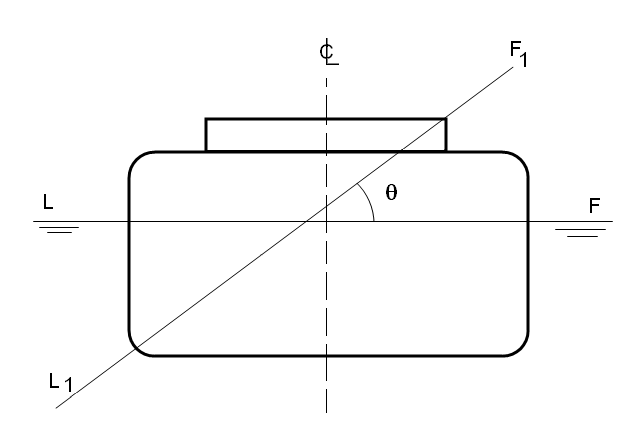
Tall transversal d'un vaixell i angle d'inundació.

Es diu angle d'inundació d'un vaixell, la inclinació respecte de l'horitzontal (Flotació en aigües quietes) que ha d'aconseguir una embarcació perquè la superfície de l'aigua aconsegueixi la part més baixa de l'obertura més baixa que pugui produir una inundació progressiva dels espais sota la coberta de francobord.
Es consideren obertures a tota comunicació de l'exterior amb aquests espais, tubs de venteig, copinya, ventilacions o obertures en general encara que tinguin mecanismes de tancament estanc a la intempèrie.
En la figura de la dreta es mostra una embarcació amb una inclinació <math>\theta</math> en la qual la superfície de l'aigua aconsegueix la vora d'una tapaescotilla.
Flotació {\displaystyle L_{1}F_{1}}